# Lemnalia squamifera
Lemnalia squamifera är en korallart som beskrevs av Thomson och Dean 1931. Lemnalia squamifera ingår i släktet Lemnalia och familjen Nephtheidae. Inga underarter finns listade i Catalogue of Life.